# Масонство в Турции
История масонства в Турции уходит корнями в XVIII век и начинается в Османской империи.

## История
Первая ложа в Турции, вероятно, была создана около 1721 года в Стамбуле левантинцами.

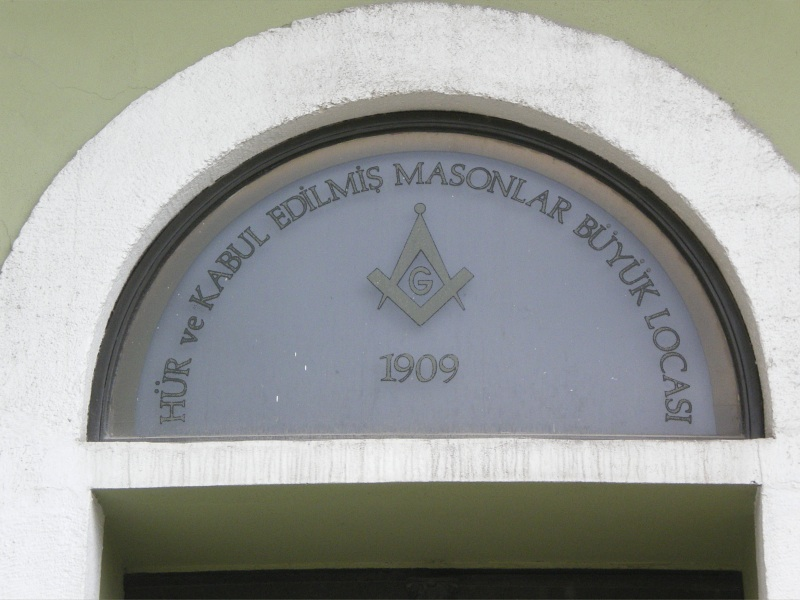
Окно над входом в Великую ложу Турции.

Хотя масонство в Турции появилось в 1721 году, но первая великая ложа была создана только в 1856 году в Македонии. До 1856 года, масонство в Турции было представлено ложами иностранных великих лож. Масонские организации были одними из самых важных организаций, действовавших с 1875 по 1908 год.
Великая ложа вернулась в 1909 году в Стамбул с приходом нового руководства государства. Поскольку Великая ложа Турции проводила свои работы в тайне, она снова была закрыта в 1922 году, и снова было открыта в 1925 году. В 1935 году Великая ложа снова была закрыта. В результате неоднократное закрытие, великой ложи, её члены неохотно поддерживали политику реформ Ататюрка. В 1935 году все масонские ложи были запрещены на том основании, что масонские принципы несовместимы с националистической политикой.
В 1956 году Великая ложа Турции была восстановлена в своём нынешнем виде и с небольшими нововведениями была окончательно сформирована к 1962 году. Признание было предоставлено Великими ложами Нью-Йорка и Шотландии. В 1970 году Великая ложа Турции была признана Объединённой великой ложей Англии и Великой ложей Ирландии.
В 1964 году Сулейман Демирель написал открытое письмо заявив, что он не был масоном, и не использовал масонство для того, чтобы выиграть выборы на пост президента от «Партии справедливости». Из-за этого письма произошёл раскол внутри Великой ложи Турции, в результате чего в 1966 году была создана Великая ложа либеральных масонов Турции, которая относится к либеральному масонству.
В стамбульской ложе был совершён теракт ячейкой турецкой Аль-Каиды в 2004 году. Три человека были убиты во время нападения.

## Масонские организации в Турции
В настоящее время в Турции есть несколько великих лож.

### Великая ложа вольных и принятых каменщиков Турции
Эта великая ложа является самой многочисленной в Турции. Она была основана в 1909 году и состоит из 205 лож в городах по всей Турции. По состоянию на 2014 год в ней было около 14 000 членов. Эта великая ложа признается большинством регулярных великих лож.

### Великая либеральная ложа Турции
Великая либеральная ложа Турции была создана в 1966 в результате раскола с Великой ложей Турции и относится к либеральному масонству.
ВЛЛТ объединяет около 4000 масонов, которые состоят в 43 ложах, которые собираются в 8 храмах, в 7 городах. Великая ложа руководит первыми тремя степенями синего масонства (ученик, подмастерье, мастер).

## Антимасонство в Турции
Масонство Турции обвинялось бывшим премьер-министром Эрбаканом и его движением «Милли гёрюш» (Millî Görüş), в участии в мировом заговоре.
В различных средствах массовой информации сообщалось, что террористическая организация Аль-Каида, действующая в Турции под именем Аль-Кудс взяла на себя ответственность за теракт в ресторане в Стамбуле 9 марта 2004 года. В здании располагался масонский храм, а в ресторане часто проходили агапы масонов. В обращении этой группы было объявлено, что это был их план, чтобы убить всех людей в здании. Этот план террористов был осуществлён лишь частично из-за технических дефектов бомбы. В нападении были убиты три человека. 33-летний Энгин Вурала террорист, его сообщник Нихат Догрюел, и официант ресторана Хусейн Куругёль. Пять человек были серьезно ранены.
Асим Акин сообщил в пресс-релизе, после своего избрания на пост великого мастера, что его не пугает наличие людей во власти, кто был в прошлом против масонства.
Реджеп Тайип Эрдоган в 1975 году написал антимасонскую драму, которая называлась «Mas-Kom-Yah». В 2013 году удостоился похвалы от Эрдогана Неджип Фазыл Кысакюрек в памятной речи приуроченной ко дню его смерти на заседании парламента, в которой Эрдоган заявил, что Кисакюрек был одним из самых влиятельных мыслителей Турции. Также Эрдоган сказал, что Кысакюрек гордость для своего и всех последующих поколений. Турецкая ежедневная газета Юрт прокомментировала постыдное выступление Эрдогана. Потому-что Кысакюрек был автором антисемитской книги «Yahudilik-Masonluk-Dönmelik», где, в том числе, была развита тема антимасонской теории.
Военнослужащим турецкой армии запрещено законом во время их службы в турецкой армии состоять в масонских ложах.